# Landkreis Osterholz
Der Landkreis Osterholz (niederdeutsch Landkreis Oosterholt) liegt im nördlichen Niedersachsen in der Metropolregion Nordwest. Seine Kreisstadt ist Osterholz-Scharmbeck.

## Geografie

### Lage
Der Norden und Westen des Landkreises wird von der Osterholzer Geest geprägt, der Osten gehört zur Niederung von Hamme und Wümme mit dem großenteils seit dem 18. Jahrhundert kultivierten Teufelsmoor. Im äußersten Westen erstreckt sich der Landkreis mit der Osterstader Marsch bis an die Weser.

### Gliederung

#### Gemeinden
In Klammern die Einwohnerzahl am 31. Dezember 2023.
| Einheitsgemeinden 1. Grasberg (7764) 2. Lilienthal (20.091) 3. Osterholz-Scharmbeck, Kreisstadt, selbständige Gemeinde (29.965) 4. Ritterhude (14.738) 5. Schwanewede (20.079) 6. Worpswede (9273) | Samtgemeinde mit ihren Mitgliedsgemeinden: - Samtgemeinde Hambergen (11.874) 1. Axstedt (1207) 2. Hambergen (Verwaltungssitz) (5624) 3. Holste (1389) 4. Lübberstedt (694) 5. Vollersode (2960) |

#### Ehemalige Gemeinden
Die folgende Liste enthält alle ehemaligen Gemeinden, die jemals dem Landkreis Osterholz angehörten.
- Adolphsdorf
- Ahrensdorf
- Ahrensfelde
- Altenbrück
- Altendamm
- Aschwarden
- Aumund
- Bargten
- Beckedorf
- Bergedorf
- Blumenthal
- Bornreihe
- Brundorf
- Burgdamm
- Buschhausen
- Buschhausen I
- Buschhausen II
- Butendiek
- Dannenberg
- Eggestedt
- Eickedorf
- Erve
- Falkenberg
- Farge
- Feldhausen
- Frankenburg
- Freißenbüttel
- Friedensheim
- Fünfhausen
- Garlstedt
- Giehle
- Giehlermoor
- Grasdorf
- Grohn
- Heidberg
- Heilsdorf
- Heilshorn
- Heißenbüttel
- Hellingst
- Heudorf
- Hinnebeck
- Hülseberg
- Hüttenbusch
- Hüttenbusch-Vieh
- Hüttendorf
- Huxfeld
- Kleinmoor
- Klostermoor
- Lesum
- Lesumstotel
- Leuchtenburg
- Lintel
- Löhnhorst
- Lüninghausen
- Lüningsee
- Meinershagen
- Meinershausen
- Mevenstedt
- Meyenburg
- Mittelsmoor
- Moorende
- Moorhausen
- Mooringen
- Myhle
- Neu Mooringen
- Neu St. Jürgen
- Neuendamm
- Neuenfelde
- Neuenkirchen
- Niederende-St. Jürgen
- Nordsode
- Nordwede
- Oberende
- Ohlenstedt
- Oldendorf
- Ostendorf
- Osterhagen-Ihlpohl
- Osterholz
- Ostersode
- Osterwede
- Otterstein
- Ovelgönne
- Paddewisch
- Pennigbüttel
- Platjenwerbe
- Rade
- Rautendorf
- Sandbeckerbruch
- Sandhausen
- St. Jürgen
- St. Magnus
- Scharmbeck
- Scharmbeckstotel
- Schlußdorf
- Schmalenbeck
- Schönebeck
- Schrötersdorf
- Seebergen
- Seehausen
- Spreddig
- Steden
- Stendorf
- Ströhe
- Südwede
- Teufelsmoor
- Trupe
- Truperdeich
- Trupermoor
- Tüschendorf
- Überhamm
- Viehland
- Vorwohlde
- Waakhausen
- Wallhöfen
- Weinkaufsmoor
- Werschenrege
- Westerbeck
- Westerwede
- Weyerdeelen
- Weyermoor
- Winkelmoor
- Wiste
- Wörpedahl
- Wörpedorf
- Worphausen
- Worpheim
- Wührden-Mittelbauer

### Nachbarkreise
Der Landkreis grenzt im Uhrzeigersinn im Norden beginnend an die Landkreise Cuxhaven, Rotenburg (Wümme) und Verden (alle in Niedersachsen), an das Stadtgebiet von Bremen (und damit an das Land Bremen) sowie an den Landkreis Wesermarsch (westlich der Weser, wiederum in Niedersachsen).

### Historische und institutionelle Einzugsbereiche
Bezogen auf die historische Entwicklung gehört der Landkreis Osterholz zum früheren Territorium Bremen-Verden, das sich über das Elbe-Weser-Dreieck erstreckte. Zu diesem gehören neben dem Landkreis Osterholz die heutigen Landkreise Cuxhaven, Rotenburg (Wümme), Stade und Verden. Viele Einzugsbereiche kirchlicher, kultureller, gesellschaftlicher oder sozialer Institutionen wie Handelskammer, evangelischer Kirchensprengel, Landschaftsverband und andere orientieren sich bis heute an den Grenzen dieses historischen Gebietes. Das Territorium Bremen-Verden bildete später mit der Landdrostei Stade und dem Regierungsbezirk Stade eine Kontinuität. Letzterer ging 1978 im seit 2004 ebenfalls nicht mehr existierenden vergrößerten Regierungsbezirk Lüneburg auf.

### Klima
|                        | Jan | Feb | Mär | Apr | Mai  | Jun | Jul | Aug | Sep | Okt | Nov | Dez |   |      |
| Mittl. Temperatur (°C) | 0,5 | 1   | 4,5 | 8   | 12,5 | 16  | 17  | 17  | 14  | 10  | 5,5 | 2,5 | ⌀ | 9,1  |
| Mittl. Tagesmax. (°C)  | 3   | 4   | 8   | 13  | 18   | 21  | 22  | 22  | 19  | 14  | 8   | 5   | ⌀ | 13,1 |
| Mittl. Tagesmin. (°C)  | −2  | −2  | 1   | 3   | 7    | 11  | 12  | 12  | 9   | 6   | 3   | 0   | ⌀ | 5    |

| −2 |

| −2 |

| 1 |

| 3 |

| 7 |

| 11 |

| 12 |

| 12 |

| 9 |

| 6 |

| 3 |

| 0 |

| −2 |

| −2 |

| 1 |

| 3 |

| 7 |

| 11 |

| 12 |

| 12 |

| 9 |

| 6 |

| 3 |

| 0 |

## Geschichte

### Gründung und Entwicklung bis 1939
Der Landkreis hat seinen Namen Osterholz dem ehemaligen Kloster Osterholz (1184–1650) in der Kreisstadt zu verdanken, dessen Basilika als Klosterkirche St. Marien erhalten ist. Bis zum Dreißigjährigen Krieg war das Kloster, wie auch das benachbarte Kloster Lilienthal Teil des Erzstifts Bremen, das später säkularisiert Teil des Herzogtums Bremen-Verden wurde. Aus den Klöstern gingen im Rahmen der Säkularisation Ämter hervor, die ab 1719 im Kurfürstentum Hannover offizielle politische Gemeinwesen wurden. Ab 1823 waren das Amt Osterholz und das Amt Lilienthal Teil der Landdrostei Stade im Königreich Hannover.
Ein Kreis Osterholz, auch Steuerkreis genannt, wurde am 1. Oktober 1867 aus den ehemals hannöverschen Ämtern Osterholz, Blumenthal und Lilienthal für Militär- und Steuerverwaltungszwecke gegründet. Die allgemeine Verwaltung blieb Sache der alten Ämter. Nachdem am 1. April 1885 die Landdrostei Stade zum neuen Regierungsbezirk Stade umgewandelt geworden war, wurde im Rahmen der neuen Kreisordnung für die Provinz Hannover aus den Ämtern Osterholz und Lilienthal der Kreis Osterholz gebildet. Das Amt Blumenthal bildete nun zusammen mit Teilen des Amtes Hagen den Kreis Blumenthal.
Der Kreis Osterholz umfasste zunächst 109 Gemeinden, von denen in den 1920er Jahren eine größere Zahl aufgrund ihrer geringen Einwohnerzahl in größere Nachbargemeinden eingegliedert wurde. Außerdem wurden 1927 die Gemeinden Osterholz, Scharmbeck, Bargten, Ahrensfelde und Sandbeckerbruch zum Flecken Osterholz-Scharmbeck zusammengeschlossen, der am 25. Oktober 1929 die Stadtrechte erhielt.
Bei der preußischen Kreisreform von 1932 wurden die Kreise Blumenthal und Osterholz zu einem neuen und größeren Landkreis Osterholz vereinigt. Die Anzahl der Gemeinden des Landkreises wurde in den Jahren 1936 und 1937 durch eine Reihe von Zusammenschlüssen verringert. Mit den Gemeinden Aumund, Blumenthal, Farge, Grohn, Lesum und Schönebeck musste der Landkreis Osterholz am 1. November 1939 einen Teil des Altkreises Blumenthal an die Stadt Bremen abgeben und verlor dadurch wieder einen großen Teil der 1932 hinzugewonnenen Einwohner.

### Nationalsozialistische Herrschaft bis 1945
In Löhnhorst (heute Ortsteil der Gemeinde Schwanewede) wurde in der Zeit des Nationalsozialismus das Heim Hohehorst des Lebensborn betrieben.
Der Raum Farge/Schwanewede war in der NS-Zeit von Marinerüstung und Zwangsarbeit bestimmt. Für den Bau von drei militärischen Großbauprojekten für die Kriegsmarine – zwei Großtanklager und der U-Boot-Bunker „Valentin“ – wurden hier zeitweise bis zu 12.000 Menschen eingesetzt. Während vor dem Zweiten Weltkrieg vor allem deutsche Arbeitskräfte und im Ausland angeworbene Freiwillige eingesetzt wurden, kamen nach Kriegsbeginn ausländische Zwangsarbeiter hinzu. Im Laufe des Krieges wurden auf der Großbaustelle auch Gestapo-Häftlinge aus dem Arbeitserziehungslager Farge sowie Kriegsgefangene aus dem Stalag X-B Sandbostel eingesetzt.
In Schwanewede befand sich auf dem Gelände des Tanklagers Farge auch ein Außenlager des KZ Neuengamme, in dem KZ-Häftlinge für den Bau des U-Boot-Bunkers „Valentin“ gefangen gehalten wurden. Der Dokumentations- und Lernort Baracke Wilhelmine im Schwaneweder Ortsteil Neuenkirchen erinnert daran.
Ein weiteres Außenlager des Konzentrationslagers Neuengamme gab es in Lübberstedt-Bilohe. Die dort eingesetzten 500 jüdischen Ungarinnen kamen ursprünglich aus dem KZ Auschwitz und mussten in der Lufthauptmunitionsanstalt Lübberstedt (MUNA) in der Munitionsherstellung arbeiten.
Der Arbeitskreis MUNA Lübberstedt hat die Geschichte des KZ-Außenlagers und der Zwangsarbeit in der Lufthauptmunitionsanstalt aufgearbeitet. Auf dem Gelände der MUNA befand sich bis 2009 ein Depot der Bundeswehr.

### Nachkriegszeit
Die Gebietsreform in Niedersachsen begann für den Landkreis Osterholz 1968, als Eickedorf, Grasberg und Wörpedorf zu einer neuen Gemeinde Grasberg zusammengeschlossen wurden. Eine umfassende Gebietsreform erfolgte durch das Gesetz zur Neugliederung der Gemeinden im Raum Osterholz/Wesermünde am 1. März 1974. Das Kreisgebiet wurde dadurch vergrößert, dass die Weserinsel Harriersand und das Gebiet Hammelwarder Sand vom Landkreis Wesermarsch sowie die Gemeinden Axstedt und Lübberstedt aus dem Landkreis Wesermünde zum Landkreis Osterholz kamen. Gleichzeitig wurde durch zahlreiche Gemeindefusionen die heutige Gliederung des Landkreises in die Stadt Osterholz-Scharmbeck und zehn weitere Gemeinden geschaffen.
In den 1970er und 1980er Jahren wurden die Ortschaften Wilstedter Moor und Tarmstedter Moor aus dem Landkreis Rotenburg (Wümme) nach Grasberg eingemeindet.

### Bevölkerungsentwicklung

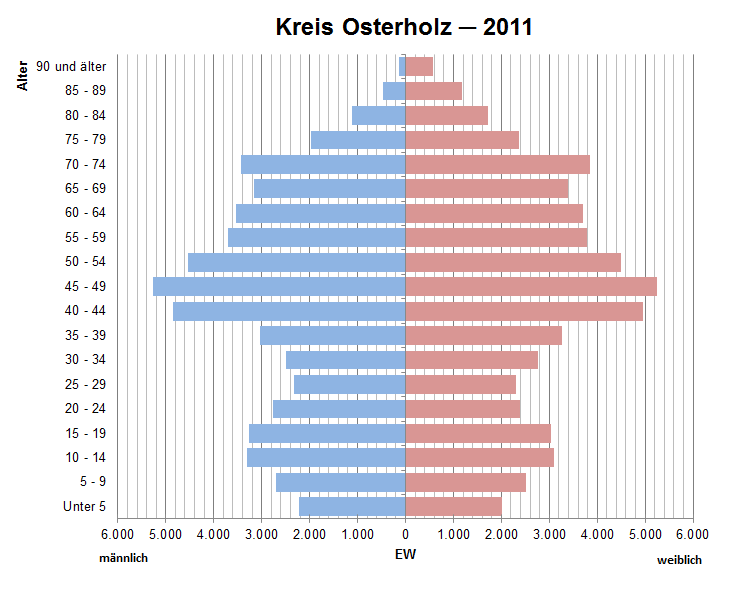
Bevölkerungspyramide für den Kreis Osterholz (Datenquelle: Zensus 2011.)

Die Zahlen der folgenden Tabellen stammen aus der ausführlicheren Tabelle des ehemaligen Regierungsbezirks Stade, den dort angegebenen Quellen und dem Gemeindeverzeichnis von 1900 und für 1904 aus der Chronik von Osterholz-Scharmbeck.
| Einwohnerzahl bis 1970 | 1890   | 1900   | 1904   | 1910   | 1925   | 1933   | 1939   | 1950   | 1961   | 1969   | 1970   |
| ---------------------- | ------ | ------ | ------ | ------ | ------ | ------ | ------ | ------ | ------ | ------ | ------ |
| Blumenthal             | 22.547 | 30.353 |        | 39.535 | 43.104 |        |        |        |        |        |        |
| Osterholz              | 28.232 | 29.205 | 29.471 | 31.284 | 32.545 | 80.216 | 41.529 | 73.407 | 71.643 | 80.600 | 82.191 |

| Einwohnerzahl ab 1980 | 1980   | 1987   | 1990   | 1995    | 1996    | 1998    | 2002    | 2006    | 2012    | 2022    |
| --------------------- | ------ | ------ | ------ | ------- | ------- | ------- | ------- | ------- | ------- | ------- |
| Osterholz             | 93.700 | 94.196 | 96.000 | 105.576 | 106.011 | 108.084 | 111.992 | 112.498 | 110.816 | 116.551 |

| Fläche (km²) | 1900 | 1932 | 1950 | 2000 | 2012 |
| ------------ | ---- | ---- | ---- | ---- | ---- |
| Blumenthal   | 175  |      |      |      |      |
| Osterholz    | 478  | 653  | 620  | 651  | 651  |

### Religionen
Die evangelische Gemeinden gehören zur Landeskirche Hannover. Insbesondere nach dem Krieg haben sich durch Zuzug vieler Heimatvertriebener, Gastarbeiter aus Südeuropa und Aussiedler aus Ostmittel- und Osteuropa katholische Gemeinden gebildet, die zum Bistum Hildesheim gehören. Durch die hohe Zahl der Kirchenaustritte sind beide großen christlichen Kirchen Umstrukturierungsprozessen unterworfen.
Ferner leben im Kreisgebiet Angehörige von Freikirchen, Zeugen Jehovas, Juden sowie Muslime.

### Konfessionsstatistik
Laut Zensus 2011 waren Anfang 2011 55,8 % Einwohner evangelisch und 6,4 % römisch-katholisch. 37,8 % gehörten anderen Konfessionen oder Religionsgemeinschaften an oder waren konfessionslos. Der Anteil der Protestanten und Katholiken an der Gesamtbevölkerung ist seitdem jährlich um rund einen Prozentpunkt gesunken. Gemäß dem Zensus 2022 waren (Stand Mai 2022) 43,9 % der Einwohner evangelisch, 6,0 % katholisch und 50,1 % waren konfessionslos, gehörten einer anderen Glaubensgemeinschaft an oder machten keine Angabe.

## Politik

### Kreistag
- Linke: 2
- SPD: 15
- Grüne: 8
- BF: 2
- FDP: 2
- UWG: 1
- CDU: 14
- AfD: 2

| Parteien und Wählergemeinschaften | Parteien und Wählergemeinschaften                                                                  | Prozent 2021 | Sitze 2021 | Prozent 2016 | Sitze 2016 | Prozent 2011 | Sitze 2011 | Prozent 2006 | Sitze 2006 | Prozent 2001 | Sitze 2001 |
| --------------------------------- | -------------------------------------------------------------------------------------------------- | ------------ | ---------- | ------------ | ---------- | ------------ | ---------- | ------------ | ---------- | ------------ | ---------- |
| SPD                               | Sozialdemokratische Partei Deutschlands                                                            | 32,73        | 15         | 32,96        | 15         | 38,03        | 17         | 43,33        | 20         | 42,61        | 21         |
| CDU                               | Christlich Demokratische Union Deutschlands                                                        | 29,70        | 14         | 30,82        | 14         | 29,14        | 13         | 33,43        | 15         | 33,36        | 16         |
| Grüne                             | Bündnis 90/Die Grünen                                                                              | 16,70        | 8          | 12.28        | 6          | 18,96        | 9          | 9,70         | 5          | 6,96         | 4          |
| Linke                             | Die Linke                                                                                          | 4,89         | 2          | 5.51         | 3          | 3,54         | 2          | 2,86         | 1          |              |            |
| FDP                               | Freie Demokratische Partei                                                                         | 4,25         | 2          | 2.73         | 1          | 2,04         | 1          | 6,47         | 3          | 5,21         | 2          |
| AfD                               | Alternative für Deutschland                                                                        | 4,20         | 2          | 9,15         | 4          |              |            |              |            |              |            |
| BF                                | Bürgerfraktion                                                                                     | 3,61         | 2          | 3.67         | 2          | 3,78         | 2          | 1,46         | 1          | 2,69         | 1          |
| UWG / UKA                         | Unabhängige Wählergemeinschaft Worpswede / Unabhängiger Kommunalpolitischer Arbeitskreis Hambergen | 1,63         | 1          |              |            |              |            |              |            | 1,55         | 0          |
| Querdenker                        | Wählergruppe Querdenker Lilienthal                                                                 | 1,07         | 0          | 1,26         | 1          |              |            |              |            |              |            |
| WG                                | Wählergemeinschaft                                                                                 | 0,66         | 0          | 1.10         | 0          | 2,37         | 1          | 2,11         | 1          | 4,12         | 3          |
| Basis                             | Basisdemokratische Partei Deutschland                                                              | 0,40         | 0          |              |            |              |            |              |            |              |            |
| NPD                               | Nationaldemokratische Partei Deutschlands                                                          |              |            | 0,47         | 0          |              |            |              |            |              |            |
| DL                                | DIE LILIENTHALER                                                                                   |              |            |              |            | 2,37         | 1          |              |            |              |            |
| WSH                               | Wählergemeinschaft Samtgemeinde Hambergen                                                          |              |            |              |            |              |            | 0,61         | 0          | 1,23         | 0          |
| UWG                               | Unabhängige Wählergemeinschaft                                                                     |              |            |              |            |              |            |              |            | 1,08         | 0          |
| REP                               | Die Republikaner                                                                                   |              |            |              |            |              |            |              |            | 1,01         | 0          |
| EB                                | Einzelbewerber                                                                                     | 0,14         | 0          |              |            |              |            |              |            | 0,11         | 0          |
| Gesamt                            | Gesamt                                                                                             | 100          | 46         | 100          | 46         | 100          | 46         | 100          | 46         | 100          | 46         |
| Wahlbeteiligung in Prozent        | Wahlbeteiligung in Prozent                                                                         | 59,73        | 59,73      | 55,82        | 55,82      | 52,09        | 52,09      | 53,01        | 53,01      | 57,21        | 57,21      |

Letzte Kommunalwahl am 12. September 2021
Die nächste Kommunalwahl in Niedersachsen findet im September 2026 statt.

### Landräte und (Ober-)Kreisdirektoren
|     | Landrat                |               | von  |   | bis           |      | Partei        | aus                  |
| --- | ---------------------- | ------------- | ---- | - | ------------- | ---- | ------------- | -------------------- |
| 1.  | August Lange           | 11. Juni      | 1945 | – | 14. März      | 1946 | SPD           | Osterholz-Scharmbeck |
| 2.  | Louis Biester          | 15. März      | 1946 | – | 31. Oktober   | 1946 | SPD           | Teufelsmoor (Ort)    |
| 3.  | Wilhelm Ahrens         | 1. November   | 1946 | – | 31. März      | 1949 | NLP/DP        | Lilienthal           |
| 4.  | Johann Christian Evers | 1. April      | 1949 | – | 4. Mai        | 1964 | DP            | Ritterhude           |
| 5.  | Hinrich Winters        | 8. Juni       | 1964 | – | 14. Januar    | 1968 | CDU           | Lilienthal           |
| 6.  | Walter Schlüter        | 15. Januar    | 1968 | – | 20. November  | 1972 | SPD           | Osterholz-Scharmbeck |
| 7.  | Heinrich Blanke        | 30. November  | 1981 | – | 20. November  | 1991 | CDU           | Grasberg             |
| 8.  | Ludwig Wätjen          | 21. November  | 1991 | – | 31. Dezember  | 2004 | SPD           | Osterholz-Scharmbeck |
| 9.  | Jörg Mielke            | 1. Januar     | 2005 | – | 19. Februar   | 2013 | parteilos/SPD | Osterholz-Scharmbeck |
| 10. | Bernd Lütjen           | 27. September | 2013 | – | 27. September | 2021 | SPD           | Hambergen            |

Jörg Mielke war seit dem 1. Januar 2005 der erste gewählte Landrat seit Einführung der „Eingleisigkeit“ der Verwaltung im Landkreis Osterholz. Am 11. November 2011 wurde er mit 85,46 Prozent der Stimmen (2004: 62,26 %) wiedergewählt; im Gegensatz zu 2004 gab es mit Oliver Koller (FDP 8,39 %) und Norbert Weber (Die Linke 5,96 %) zwei Gegenkandidaten. Seine Wahl war 2004 von der SPD und 2011 von SPD und CDU unterstützt worden. Jörg Mielke leitet seit dem 19. Februar 2013 die Staatskanzlei in Hannover. Sein Nachfolger Bernd Lütjen wurde zeitgleich mit der Bundestagswahl am 22. September 2013 mit 56,92 % gewählt und ist seit dem 27. September 2013 im Amt und wurde bei der Landratswahl im September 2021 mit 87,1 % der Stimmen wiedergewählt. Seine Stellvertreter sind Tim Jesgarzewski (SPD), Brunhilde Rühl (CDU) und André Hilbers (GRÜNE).

### (Ober)-Kreisdirektoren
|    | (Ober)-Kreisdirektoren                     | von       |      |   | bis           |      |
| -- | ------------------------------------------ | --------- | ---- | - | ------------- | ---- |
| 1. | Hinrich Horstmann                          | 21. Juni  | 1946 | – | 31. Oktober   | 1946 |
| 2. | Otto Stegemann                             | 6. Januar | 1947 | – | 31. Dezember  | 1953 |
| 3. | Hermann Brünjes (kommissarischer Amtschef) | 1. Januar | 1954 | – | 30. September | 1954 |
| 4. | Jasper-Wilhelm Gottschalk                  | 1. Januar | 1954 | – | 30. Mai       | 1974 |
| 5. | Hans-Dieter von Friedrichs                 | 1. Juni   | 1974 | – | 31. Dezember  | 2004 |

### Wappen
Das Kommunalwappen wurde dem Landkreis Osterholz am 25. April 1936 verliehen.
| Wappen von Landkreis Osterholz | Blasonierung: „Auf gewelltem blauen Schildfuß, darin ein waagerechter, rechts bartaufwärts liegender silberner Schlüssel, in Silber ein schwarzer Torfkahn mit Segel.“ |
| Wappen von Landkreis Osterholz | Wappenbegründung: Das Kreisgebiet besteht zu einem Drittel aus Moorflächen. Diese wurden vor rund 200 Jahren kultiviert und besiedelt. Die dort lebenden Menschen haben Jahrzehnte hindurch das Moor abgebaut und den so gewonnenen Torf als Brennmaterial verkauft. Zum Transport diente der Torfkahn mit einem durch Teer und Fett geschwärzten Segel. Der Torfkahn wurde durch ein weit verzweigtes Kanalsystem in die heimatlichen Flüsse wie Hamme, Wörpe und Wümme und von dort weiter über die Lesum in die Weser geführt. Der Stader Schlüssel soll die seit Mitte des 17. Jahrhunderts bis 1978 bestehende Zugehörigkeit des hiesigen Kreisgebietes zum Regierungsbezirk Stade symbolisieren. Das Wappen lässt sich außerdem von dem des Erzstiftes Bremen ableiten. |

### Partnerschaften
- Seit April 2006 besteht eine Partnerschaft mit dem polnischen Landkreis Marienwerder (Powiat Kwidzyński). Beide Kreise haben über das EU-Projekt Baltic Rural Broadband Verbindung aufgenommen, das sich mit dem Ausbau der Breitbandtechnologie im ländlichen Raum befasst. In Kwidzyn leben auf rund 834 km² etwa 80.200 Einwohner, davon etwa die Hälfte in der gleichnamigen Stadt.
- Der Landkreis ist im Kommunalverbund Niedersachsen/Bremen vertreten.

## Kultur und Sehenswürdigkeiten

### Naturdenkmale und Schutzgebiete
Im Landkreis befinden sich neben Landschaftsschutzgebieten und Naturdenkmalen 17 ausgewiesene Naturschutzgebiete (Stand Februar 2017).
Siehe auch:
- Liste der Naturschutzgebiete im Landkreis Osterholz
- Liste der Landschaftsschutzgebiete im Landkreis Osterholz
- Liste der Naturdenkmale im Landkreis Osterholz
- Liste der geschützten Landschaftsbestandteile im Landkreis Osterholz

### Institutionen
- Landschaftsverband Stade, eingetragener Verein zur Pflege kultureller Einrichtungen

## Wirtschaft und Infrastruktur

### Wirtschaft
Im Schatten des Oberzentrums Bremen wurde bereits 1970 festgestellt, dass der Landkreis Osterholz hinter der industriellen Entwicklung anderer niedersächsischer Kreise zurückgeblieben war, unter anderem eine Folge der Gebietsreform von 1939 mit der durch Abgabe der höher entwickelten Gemeinden (Aumund, Blumenthal, Farge, Grohn, Lesum und Schönebeck) 75 % der Industrie an Bremen verloren gegangen waren. Auf Grund mangelnder Standortvoraussetzungen und der Nähe zu Bremen konnte der Landkreis Osterholz diesen Verlust bis heute nicht kompensieren.
Nach dem Regionalranking der Initiative Neue Soziale Marktwirtschaft (INSM) von 2009 belegte der Landkreis Platz 98 von 409 untersuchten Kreisen bezüglich der Kaufkraft, Rang 391 bei der Wirtschaftsleistung; d. h. 16.576 Euro pro Einwohner bezüglich des Bruttoinlandsprodukts sind unterdurchschnittlich bezüglich des Bundesdurchschnitts von 28.534 Euro. Innerhalb von Niedersachsen bedeutet das den 44 von 46 Rängen.
Es wird deshalb u. a. auf touristische Konzepte insbesondere im Teufelsmoor gesetzt, da hier noch Wachstumspotential gesehen wird; so belegt der Landkreis mit 1,1 Gästen pro Einwohner nur Rang 372 von 391 untersuchten Kreisen. Das ist Rang 40 von 46 niedersächsischen Kreisen.
Der Landkreis Osterholz ist wegen seiner Nähe zu Bremen ein sogenannter Verdichtungsraum; insbesondere die dort angrenzenden Gemeinden Schwanewede, Ritterhude und Lilienthal haben ihre Einwohnerzahlen durch Zuzüge aus Bremen erheblich steigern können.

### Arbeitslosen- und Sozialstatistiken
Der Landkreis Osterholz gehört zu den Optionskommunen. Die Betreuung der Langzeitarbeitslosen unter Arbeitslosengeld II wird nicht von der Agentur für Arbeit, sondern vom Landkreis vorgenommen. Die Förderung und Vermittlung dieses Personenkreises erfolgt durch ProArbeit, einer kommunalen Anstalt öffentlichen Rechts (kAöR), die Leistung- und Grundsicherung durch die Gemeinden des Landkreises. So waren im November 2007 von insgesamt 3.259 Arbeitslosen 2.108 (64,7 %) auf ALG II angewiesen.

#### Arbeitslosenquote
Der Arbeitsmarkt des Landkreises ist mit der wirtschaftlichen Entwicklung in Bremen eng verknüpft, da viele Einwohner des Landkreises nach Bremen pendeln. Die Pendlerquote beträgt −14,4 %.
Die Arbeitslosenquote des Landkreises folgt in der Regel dem Bundestrend:
- 2003: 7,6 %[32]
- 2005: 9,4 %[32]
- 2008: 5,8 %[29]
- Mai 2014: 4,5 %[33]

Die Aufschlüsselung nach Geschlecht ergibt z. B. für den Januar 2006, dass von 4.976 Arbeitslosen 2.706 (54,4 %) Männer und 2.270 (45,6 %) Frauen waren. Die Zahl der gemeldeten Offenen Stellen bewegt sich zwischen 300 und 350; so waren es im Mai 2014: 348.
Im Juni 2010 waren nach Altersgruppen aufgeteilt 10 % der Arbeitslosen unter 25 Jahre alt; 30 % waren 50 Jahre und älter; 9,8 % kamen aus dem Ausland: 3,5 % galten als schwerbehindert.

### Gesundheitswesen
Die Kreisstadt Osterholz-Scharmbeck und die Gemeinde Lilienthal sind Standorte von Akutkrankenhäusern. In Osterholz-Scharmbeck handelt es sich dabei um das Kreiskrankenhaus Osterholz, in Lilienthal bestehen die Residenz-Kliniken, die sich früher in kirchlicher Trägerschaft befanden und nun nach einem Insolvenzverfahren von einem privaten Träger übernommen wurden.

### Verkehr

#### Straße
Durch das Kreisgebiet verläuft in Süd-Nord-Richtung die Autobahn A 27 von Walsrode über Bremen, Ritterhude und Schwanewede nach Bremerhaven und Cuxhaven.

#### Eisenbahn
- Ritterhude, Osterholz-Scharmbeck, Lübberstedt und Hambergen liegen an der von Süden nach Norden verlaufenden Bahnstrecke Bremen–Bremerhaven.
- In Osterholz-Scharmbeck zweigt die von den Eisenbahnen und Verkehrsbetrieben Elbe-Weser betriebene Bahnstrecke nach Bremervörde ab, welche durch den Moorexpress touristisch genutzt wird.
- Schwanewede wird im Ortsteil Beckedorf von der Farge-Vegesacker Eisenbahn tangiert. Der Ort selbst hatte durch die Marinebahn zeitweise mehrere Bahnhöfe auch für den Personenverkehr. Die Strecke wurde jahrelang aber nur für die Bundeswehr gebraucht. Am 16. Dezember 2007 wurde im Zuge der Vorbereitungen der Regio-S-Bahn Bremen/Niedersachsen der öffentliche Personennahverkehr auf der Strecke mit Dieseltriebwagen wieder aufgenommen. Im Jahr 2011 wurde die Strecke elektrifiziert. Mit Ausnahme einzelner Fahrten in der Hauptverkehrszeit stehen umsteigefreie Fahrmöglichkeiten bis Bremen Hauptbahnhof und Verden zur Verfügung.

#### Straßenbahn
- Die Gemeinde Lilienthal ist seit dem 1. August 2014 mit der Linie 4 an das Netz der Bremer Straßenbahn angebunden.

## Kfz-Kennzeichen
Am 1. Juli 1956 wurde dem Landkreis bei der Einführung der bis heute gültigen Kfz-Kennzeichen das Unterscheidungszeichen OHZ zugewiesen. Es wird durchgängig bis heute ausgegeben.